# Нотомб, Жан-Батист
Жан-Батист, барон Нотомб (фр. Jean-Baptiste Nothomb; 3 июля 1805[…], Месанси, Валлония — 16 сентября 1881, Берлин) — бельгийский государственный деятель и дипломат, шестой премьер-министр страны.

## Биография
Родился в Месанси в Люксембурге 3 июля 1805 года, получал образование в Льежском университете и находился в Люксембурге, когда вспыхнула Августовская революция, однако стал одним из членов комиссии, созданной для составления конституции.
Нотомб был избран в национальный конгресс, после чего был назначен на пост генерального секретаря министерства иностранных дел.
Когда Восемнадцать статей Лондонского соглашения были заменены на двадцать четыре менее благоприятных для Бельгии, Нотомб настаивал на их соблюдении, в 1839 году столкнулся с сильной оппозицией в вопросе территориальных уступок относительно провинции Лимбург и Люксембурга. Вопрос оставался открытым, пока Нидерланды не отказались признать Двадцать четыре статьи.
Его труд Essai historique et politique sur la révolution belge (1838) принёс ему премию Палмерстона и крест Почётного легиона от французского короля Луи-Филиппа I. В 1837 году он был назначен на пост министра общественных работ. В основном благодаря его труду получила должное развитие железнодорожная система страны, а также горное дело.
В 1840 году Нотомб был назначен на пост посла Бельгии в Немецкой конфедерации, а в следующем году, после падения кабинета Лебо, он сформировал собственный кабинет, оставив за собой пост министра внутренних дел. В 1841 году по инициативе Нотомба была создана Королевская академия медицины Бельгии.
В 1845 году он потерпел поражение на выборах и оставил бельгийский парламент. После этого он занимал ряд дипломатических постов до самой своей смерти в Берлине в 1881 году.